# 名鉄鏡島線
鏡島線（かがしません）とは、岐阜県岐阜市内の千手堂駅と西鏡島駅の間を結んでいた名古屋鉄道（名鉄）の鉄道路線。

## 路線データ
- 路線距離（営業キロ）：千手堂 - 西鏡島間4.4km
- 軌間：1067mm
- 駅数：11駅（起終点駅含む）
- 複線区間：なし（全線単線）
- 電化区間：全線（直流600V）

## 歴史
千手堂駅から西側の鏡島村（当線廃線前に岐阜市に編入）へと延びていた路線で、1924年（大正13年）に美濃電気軌道により開業した。当初は他線と接続していなかったが、開業翌年の1925年（大正14年）に岐阜市内線と接続した。
1944年（昭和19年）に不要不急線として一部の区間が休止となったが、1954年（昭和29年）に営業を再開し、同時に長良川東岸の合渡橋まで延長した。この際に鏡島駅の位置が千手堂起点4.0キロ地点から3.4キロ地点の場所に変更されている。
岐阜市内線と直通運転を行っており、車両も岐阜市内線と共用で、一部に併用軌道の区間もあったが、法規上は岐阜市内線と異なり全線が地方鉄道法に準拠していた。
1964年（昭和39年）に廃止され、名鉄バスに転換された。末端区間は約10年の営業であった。名鉄が2004年（平成16年）10月1日に岐阜市内のバス事業を岐阜乗合自動車（岐阜バス）に譲渡したため、現在は岐阜バスが代替バスを運行している。
また、鏡島交番（交番機能は2014年12月現在、西岐阜交番に移転）の西側および弘法口駅付近の一部は市道に置き換えられて名残があるものの、東鏡島駅は旧中山道寄りに路線が設定されていたことからも東鏡島付近や弘法口 - 西鏡島については廃止以後の道路・宅地開発での区画整理により、路線の名残は全く残っていない。
西鏡島から穂積、牛牧（現在の瑞穂市）を経て、大垣への延伸構想や近鉄養老線との相互直通構想もあったが立ち消えになった。

### 年表
今尾 (2008)、p.52および岐阜地区各線年表、pp.139-140。より。
- 1924年（大正13年）4月21日 美濃電気軌道が千手堂 - 鏡島間を開業。
- 1925年（大正14年）6月1日 市内線の徹明町 - 千手堂間が開業し、接続。
- 1926年（大正15年）11月1日 弘法西口 - 鏡島間に川原畑駅開業。
- 1930年（昭和5年）
  - 8月20日 名古屋鉄道が美濃電気軌道を合併。
  - 9月5日 名古屋鉄道が名岐鉄道に社名変更。鏡島線となる。
- 1935年（昭和10年）8月1日 名岐鉄道が名古屋鉄道に社名変更。
- 1941年（昭和16年）10月21日 市民病院前駅開業。
- 1944年（昭和19年）12月11日 森屋 - 鏡島間休止。
- 1950年（昭和25年）
  - 6月10日 千手堂 - 森屋間が道路拡幅工事のため休止[6]。
  - 7月11日 千手堂 - 森屋間運行再開。併用軌道化[6]。
- 1953年（昭和28年）8月16日 森屋 - 弘法口間運行再開。弘法東口駅を東鏡島駅、弘法西口駅を弘法口駅と改称。
- 1954年（昭和29年）9月10日 弘法口 - 鏡島間運行再開（川原畑駅は再開せず）。鏡島 - 合渡橋間開業。
- 1957年（昭和32年）9月5日 合渡橋駅を西鏡島駅と改称。
- 1964年（昭和39年）10月4日 千手堂 - 西鏡島間全線を廃止し、バスに転換。

## 駅一覧
- 廃止時点（今尾 (2008)に基づく）
- 全駅岐阜県岐阜市に所在。

凡例
線路 … ｜：単線区間 ◇：単線区間の交換可能駅 ∨：これより上は複線
| 駅名         | 駅間 キロ | 営業 キロ | 接続路線                           | 線路 |
| ------------ | --------- | --------- | ---------------------------------- | ---- |
| 千手堂駅     | -         | 0.0       | 名古屋鉄道：岐阜市内線（忠節支線） | ∨    |
| 鍵屋駅       | 0.7       | 0.7       |                                    | ｜   |
| 本荘駅       | 0.4       | 1.1       |                                    | ◇    |
| 市民病院前駅 | 0.5       | 1.6       |                                    | ｜   |
| 森屋駅       | 0.4       | 2.0       |                                    | ◇    |
| 東鏡島駅     | 0.8       | 2.8       |                                    | ｜   |
| 弘法口駅     | 0.3       | 3.1       |                                    | ◇    |
| 鏡島駅       | 0.3       | 3.4       |                                    | ｜   |
| *川原畑駅    |           | 3.5       |                                    |      |
| 港駅         | N/A       | N/A       |                                    | ｜   |
| 西鏡島駅     | N/A       | 4.4       |                                    | ｜   |

- * 川原畑駅は路線廃止前（1944年（昭和19年）12月11日）に廃止。